# Château Nairac

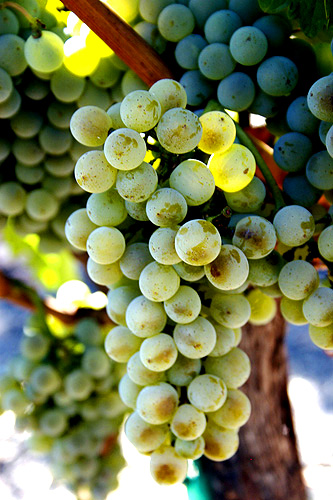
La variedad de uvas semillón.

El Castillo Nairac  (Château Nairac en francés) es un castillo del siglo XVIII, con un jardín botánico a su alrededor y bodega de vinos, situado en Barsac, Francia. 
El château Nairac así mismo un dominio vitícola. El vino blanco dulce que produce, dentro de la AOC Barsac, está clasificado entre los segundos "crus" dentro de la Clasificación Oficial del Vino de Burdeos de 1855.

## Localización
Château Nairac Avenue Aristide Briand, Code Postal 33720 Barsac, département de Gironde, Aquitaine France-Francia. 
Planos y vistas satelitales, 44°36′41.4″N 0°19′3.72″O / 44.611500, -0.3177000
Está abierto al público en los meses cálidos del año todos los días.

## Historia
El viñedo fue fundado en el siglo XVIII por André Duranceau antes de ser vendido en 1777 por Elizabeth Prost, hija de un plantador de la colonia francesa de Santo Domingo a Elysée Nairac, un miembro de una familia de armadores Burdeos.
Conocido hasta la Revolución como el « Bourdieu de Durancau », el "Château Nairac" lleva el nombre del comerciante de vino hugonote de Burdeos Elysée Nairac, que había construido este elegante edificio en 1777 al borde de la antigua carretera « Grand chemin de Bordeaux à Toulouse » (carretera de Burdeos a Toulouse), al entrar en el pueblo de Barsac. 
Elysée Nairac encargó su construcción al arquitecto Jean Mollié, (formado por el talentoso arquitecto Victor Louis con el que colaboró en la construcción del Grand Théâtre de Bordeaux). 
Jean Mollié dibujó los planos tanto del edificio como del jardín, diseñado para mejorar la imagen pública del edificio.,
Desde la terraza con una mejor perspectiva, el bonito jardín parece más grande de lo que es en realidad, la alameda central es más amplia al lado del edificio que al del camino. Otra malicia deseada al final del siglo XVIII, el parterre era en realidad un huerto, así el elegante jardín, muy calculada esta impresión, que une lo bello y lo bueno, donde se cutivaban coles y calabazas ... 
A su muerte, dos de sus hijas heredaron la propiedad. Esta será más tarde vendida en 1837 a Bernard Capdeville, también es la propietaria del château Broustet situado a unos 500 metros del castillo Nairac. Por tanto sus vinos se agrupan bajo el nombre de Château Broustet-Nairac. Es bajo el nombre "Broustet-Nairac" que el vino fue clasificado entre los segundos "crus" en 1855.
Se produce la división del dominio en dos entidades separadas: por Broustet a finales del siglo XIX y por Nairac en 1906 al Sr. Perpezat, comerciante de Lorena.
En 1966 el castillo es el objeto de una venta a un concejal de Burdeos.
Desde 1992, siendo el vigésimo aniversario de la adquisición de la propiedad por la familia, Nicole Tari-Heeter e hijos, fiel al lema de Château Nairac, « Inséparable d'une culture »  ("Inseparable de una cultura") se restauró con paciencia y perseverancia, este patrimonio verde.
Después de un período de "jardín inglés" con césped circular y árboles exóticos, el jardín recuperó su espíritu "francés" bajo la dirección de Nicole Tari-Heeter. Conquistada por el plan original de Mollié jugando con la preciosa y lo común, preservado por los archivos del condado, se encomienda esta labor al arquitecto paisajista Anouck Debarre. Quedando pues un ejemplo de un jardín regular. 

## Colecciones botánicas
El espacio reservado para jardín la denominada « beaux dehors » ("La hermosura de afuera"), forma una L dividida en tres áreas distintas: 
- El gran parterre dividido en dos contornos unidos por fuertes borduras de bojes señaladas regularmente con rosales de rosas antiguas sobre portainjertos de tallos « Graham Thomas ».
- La arboleda con los setos de carpes que tienden a diseñar el espacio. Los pequeños árboles junto al edificio, para no competir con la altura del edificio que fue remodelado en el siglo XIX en ambos lados una avenida-alameda desde la entrada. Para mantener la sensación del espesor del bosque, al igual que otros ejemplares existentes se conservó una Sequoya centenaria.
- El huerto, cuya remodelación se inició en 2002, se encuentra en el lugar del antiguo, en lugar  opuesto, pero paralelo a la arboleda común, testigo anticipado del lugar. Solo se seleccionaron variedades frutales capaces de evocar los aromas frutales de los grandes vinos de Sauternes:  duraznos 'Reina de huertos', albaricoques , ciruela 'Reina Claudia' de Oullins y peras.

Sin olvidar las parcelas de viñas plantadas con variedades nobles de vinos dulces: Semillón (90%), Sauvignon (6%), Muscadelle (4%); todos con la característica de estar completamente cerradas por muros de piedra seca (sin argamasa), que recuerda a la Toscana italiana.